# Coprinopsis friesii
Coprinopsis friesii är en svampart som först beskrevs av Lucien Quélet, och fick sitt nu gällande namn av Petter Adolf Karsten 1881. Coprinopsis friesii ingår i släktet Coprinopsis och familjen Psathyrellaceae.  Arten är reproducerande i Sverige. Inga underarter finns listade i Catalogue of Life.